# Spår (album)
Spår är ett musikalbum av Peps Blodsband, släppt 1978 av  Sonet Grammofon AB.

## Låtlista
1. "Maskin nr. 2" (Peps Persson) – 4:20
2. "Spår" (Peps Persson) – 4:10
3. "Stabo" (Peps Persson/Leroy Sibbles) – 3:55
4. "Drängavisan" (Anton Persson) – 3:45
5. "Punky reggae" (Cornel "Tony" Ellis) – 3:16
6. "Hyreskasern" ("Tenement Yard" – Jacob Miller) – 4:45
7. "Our music" (Cornel "Tony" Ellis/Ron Simmonds) – 3:00
8. "Moliendo café" (José Manzo) – 4:45
9. "Games" (Lester Jackman) – 4:35
10. "Mors lilla Olle" (trad./Alice Tegnér) – 3:25

## Medverkande
Musiker
- Peps Persson – Sång, gitarr, munspel, cembalo, piano, orgel, trumpet, percussion, bakgrundssång
- Bosse Skoglund – trummor, percussion, bakgrundssång
- Sam Charters – percussion
- Marcos Monserat – percussion
- Per "Slim" Notini – piano
- Lester Jackman – orgel, congas, steel drums, percussion, sång, bakgrundssång
- Willy Mbuende – basgitarr
- Monika Bring, Shaun Erman – bakgrundssång

Produktion
- Peps Persson – musikproducent
- Sam Charters – musikproducent
- Lars Finnström – ljudtekniker
- Ove Norsten – ljudtekniker
- Lasse Gustavsson – ljudtekniker
- Ped (Peter Dahl) – mastering
- Jan Hesseldahl – omslagsdesign